# Mauricio-José Schwarz
Mauricio-José Schwarz Huerta (Ciudad de México; 2 de febrero de 1955) es un novelista, periodista y fotógrafo mexicano, radicado en España desde 1999. Desde 2009 mantiene los canales de YouTube «El rey va desnudo» de temas en general y «Cosas que sabemos» de divulgación científica y escepticismo.

## Literatura
Orientado principalmente a la literatura de géneros (ciencia ficción, terror, policíaca) ha publicado más de un centenar de relatos en revistas de México, Colombia, Francia, Argentina, Venezuela, Bélgica, Cuba, Estados Unidos y España; tres novelas policíacas, dos colecciones de relatos individuales y numerosos artículos y ensayos, además de antologías y obras colectivas publicadas en Estados Unidos, España, Francia, Italia, Colombia, Venezuela, Argentina y Cuba.
Fundó la revista Estacosa, de ciencia ficción, cuya hermana digital Otracosa sería la primera revista electrónica publicada en México. También participó como socio fundador de la  Asociación Mexicana de Ciencia Ficción y Fantasía (AMCyF) y es creador del premio «Kalpa», celebrado hasta el año 1999.
Adicionalmente ha escrito guiones de televisión y cine, entre ellos el de su cuento «El libro de García».

## Periodismo y divulgación
En periodismo se ha dedicado a la entrevista, la divulgación científica, la literatura de géneros, la revolución digital y el análisis político, colaborando en los principales diarios mexicanos y en numerosas revistas como columnista y reportero. En 1997 obtuvo junto con Mónica Lavín y Mario Méndez Acosta el  Premio Nacional de Periodismo otorgado por el Club de Periodistas de México por el programa radial de divulgación científica «Muy Interesante», que conducían en equipo y que se transmitía por la estación de radio XEQ-AM de ese país. En radio ha trabajado además como productor y guionista.
Desde 2006 Colabora en el diario español El Correo, escribiendo la página de ciencia del suplemento semanal «Territorios».
Desde 2009 publica en YouTube el canal «El rey va desnudo», dedicado al pensamiento crítico tanto referido a creencias pseudocientíficas como a sociedad y política. En 2019 lanzó el canal «Cosas que sabemos» con cápsulas breves de divulgación científica.

## Fotografía
Ha trabajado en fotografía promocional, fotoperiodismo y fotografía artística, con las exposiciones «F E M» y «F E M 2» (dedicadas al desnudo femenino), «Abstractoreo» (una visión muy personal de la fotografía taurina), «Geometrías» (imágenes abstractas de papel de colores), «Ellas» (variaciones sobre desnudo artístico) y «Paradisos». Su trabajo ha aparecido en México, España, EE. UU., Japón, China, Italia, el Reino Unido, Polonia, Hungría, la Federación Rusa, Brasil, Israel y la República Checa. 

## Obra publicada

### En solitario
- La izquierda feng-shui, ensayo, Editorial Ariel, 2017.
- De Tom y Jerry a Las Supernenas. La aventura de Hanna-Barbera, ensayo, Editorial Dolmen, Palma de Mallorca, 2015.
- ¡No, por dios! (Ateísmo para principiantes), ensayo, Cazador de Ratas Editorial, Cádiz, 2015.
- Ellos fueron, colección de ensayos de divulgación científica, Amazon, 2012.
- Pensar en sentir, colección de ensayos de divulgación científica, Amazon, 2012.
- Viviente y cambiante, colección de ensayos de divulgación científica, Amazon, 2012.
- De tiempo y lugar, fotografía y textos, Nocturno, Gijón, 2008.
- Abstractoreo, fotografía, Nocturno, Gijón, 2008.
- No consta en archivos, novela, Ediciones Colibrí, Colección Luz Negra, México, 1999 (publicado en francés en febrero de 2001 como Ne figure pas aux archives, editorial Labor, Bruselas, Bélgica).
- Más allá no hay nada, relatos, Col. Molinos de viento, UAM, México, 1996, 2ª Ed. en libro electrónico, Amazon, 2014.
- La música de los perros, novela policíaca, Col. La llave de cristal, Ediciones Roca, México, 1996
- Crónica del desconcierto, periodismo, Planeta, México, 1995
- Todos somos Superbarrio, periodismo, Planeta, México, 1994
- Frontera de espejos rotos, antología de relatos (coeditor y coautor), Ediciones Roca, México, 1994
- Escenas de la realidad virtual, colección de cuentos, Claves latinoamericanas, México, 1991
- Sin partitura, novela policíaca, Ediciones B, México, 1990
- Álbum oscuro, poesía, Cuadernos de la Rata, México, 1989
- Música para tus ojos, poesía, Libros del Fakir, México, 1983

### Antologías y obras colectivas
- Misterios a la luz de la ciencia, EHU, Bilbao, 2008
- Weimar: Desde la memoria, desde el olvido, Semana Negra-Pepsi, Gijón, 2008
- Los Otros, Semana Negra-Pepsi, Gijón, 2007
- Relatos invisibles, Alfaguara editores, Buenos Aires, 2006
- Compañero Leonardo, Semana Negra-Pepsi, Gijón, 2004
- Cosmos Latinos: An Anthology of Science Fiction from Latin America and Spain (Early Classics of Science Fiction), ed. Andrea Bell, Yolanda Molina Gavilán, Wesleyan University Press, EE. UU., 2003
- Relatos mexicanos posmodernos, ed. Lauro Zavala, Alfaguara editores, México, 2001
- Visiones periféricas: antología de la ciencia ficción mexicana, ed. Miguel Ángel Fernández, Lumen, Buenos Aires, 2001
- Mestizo, Semana Negra-Pepsi, Gijón, 2000
- En el ombligo de la luna: México, la ciudad de todos, Gobierno del Distrito Federal, Consejo de la Crónica de la Ciudad de México, México, 1999
- Un oceano di mezzo, nuovi narratori italiani e messicani, Stampa Alernativa, Roma, 1999
- Cuore nero, antología de cuento policíaco, Editorial Fernandel, Rávena, 1998
- Cuentos policíacos mexicanos (lo mejor del género en nuestro país), compilado por Víctor Ronquillo y Paco Ignacio Taibo II, Selector, México, 1997
- Volver a Gijón, Ayuntamiento de Gijón, España, 1997
- El futuro en llamas (clásicos de la ciencia ficción mexicana), ed. Gabriel Trujillo, Editorial Vid, México, 1997
- Bad behaviour, editado por Mary Higgins Clark, Harcourt Brace, NY, EU 1995, publicado en Francia como Mauvaises Manières en 1999
- The encyclopedia of science fiction (artículo sobre América Latina), Orbit, Londres, 1993
- Sin permiso de Colón, compilado por Federico Schaffler, Edug, Guadalajara, México 1993
- Principios de incertidumbre, Gobierno del Estado de Puebla, Puebla, México, 1992
- Más allá de lo imaginado I, compilado por Federico Schaffler, Fondo Editorial Tierra Adentro, CNCA, México, 1991

## Premios
- 1997: Premio en el Certamen Nacional e Internacional de Periodismo del Club de Periodistas de México para el programa de radio «Muy Interesante», en la categoría «Divulgación e Información de Innovación Académica, Científica y Tecnológica».[4]
- 1997: Premio Internacional de Relatos Policíacos «Semana Negra».[4] (Gijón, España)
- 1991: Mención Honorífica en el Certamen Nacional e Internacional de Periodismo del Club de Periodistas de México por la columna humorística «Piedritas en el buche».[4]
- 1990: Premio Internacional de Cuento «Plural» (México) por «Leyenda a las puertas de una sala del museo de arte moderno».[12][13]
- 1984: Premio Nacional de Cuento Fantástico y de Ciencia Ficción «Puebla» (México) por «La pequeña guerra».[14]